# Limaï
Limaï est un village de la région du Centre du Cameroun. Limaï est localisé dans l'arrondissement (commune) de Ngog-Mapubi et le département du Nyong-et-Kéllé. 

## Climat
Limaï a un climat  tropical caractérisé par de fortes précipitations d'une moyenne de 2 180 mm et une température moyenne annuelle de 24,6 °C. 